# Hoton nuur
Il Hoton nuur (in mongolo: Хотон нуур) è un lago d'acqua dolce che si trova nella Mongolia occidentale, nella provincia del Bajan-Ôlgij, distretto di Cėngėl. Il lago si trova a un'altitudine di 2.084 m sul livello del mare. La superficie totale del lago è di 50 km², è lungo 22 km e largo 4 km e ha una profondità massima di 58 m.
Nel lago si gettano due fiumi che provengono dai ghiacciai del Tavan Bogd uul. Il Hoton è connesso al Hurgan nuur da un ampio e breve canale (circa 2 km), ambedue, assieme al Dajan nuur, alimentano il fiume Hovd.
Il lago è situato all'interno del parco nazionale Altaj Tavan Bogd, è ricco di pesci ed è oggetto di turismo attivo.